# Heather Butler
Heather Butler (Medina, 7 novembre 1991) è un'ex cestista e allenatrice di pallacanestro statunitense, professionista nella WNBA.

## Carriera
Ha disputato una stagione con le San Antonio Stars.